# Howard Lindsay
Howard Lindsay, nascido Herman Nelke (29 de março de 1889 – 11 de fevereiro de 1968) foi um dramaturgo, libretista, diretor de teatro, ator e produtor teatral estadunidense. É mais conhecido por seu trabalho como parte da dupla Lindsay e Crouse, e por sua atuação, ao lado de sua esposa Dorothy Stickney, na peça de longa duração Life with Father.

## Biografia
Lindsay formou-se na Boston Latin School em 1907. Ele foi ator e diretor antes de se dedicar à escrita de peças teatrais. Interpretou o papel de "Father" em Life with Father na Broadway, em 1939.
Juntamente com Russel Crouse, Lindsay ganhou o Prêmio Pulitzer de Teatro pela peça de 1945 State of the Union, que foi adaptada para o cinema em um filme dirigido por Frank Capra três anos depois.
Em 5 de outubro de 1947, Lindsay tornou-se mestre de cerimônias do programa de rádio Ford Theatre.
O musical televisivo de 1957 de Rodgers e Hammerstein, Cinderella, recentemente reexibido pela PBS, contou com Lindsay e Stickney interpretando o Rei e a Rainha — uma das poucas aparições de Lindsay capturadas em vídeo.
Em 1960, ele e Crouse ganharam o Tony Award de Melhor Musical por The Sound of Music, para o qual escreveram o livreto. Eles também colaboraram em Call Me Madam, Happy Hunting e Mr. President.
Lindsay foi membro do The Players, o clube teatral fundado no século XIX por Edwin Booth, e atuou como seu presidente de 1955 a 1965. Lindsay ingressou no clube The Lambs em 1925 e permaneceu como membro até sua morte. Seu parceiro de escrita, Russel Crouse, também era membro dos Lambs.

Desde 1935, Stickney e Howard mantinham uma casa de campo para fins de semana e férias — uma propriedade rural construída em 1745 — na região de Stanton, no município de Readington, Nova Jérsei. O município adquiriu a propriedade da então centenária Stickney, para fins de preservação, em 1997.